# Historia de Cuenca

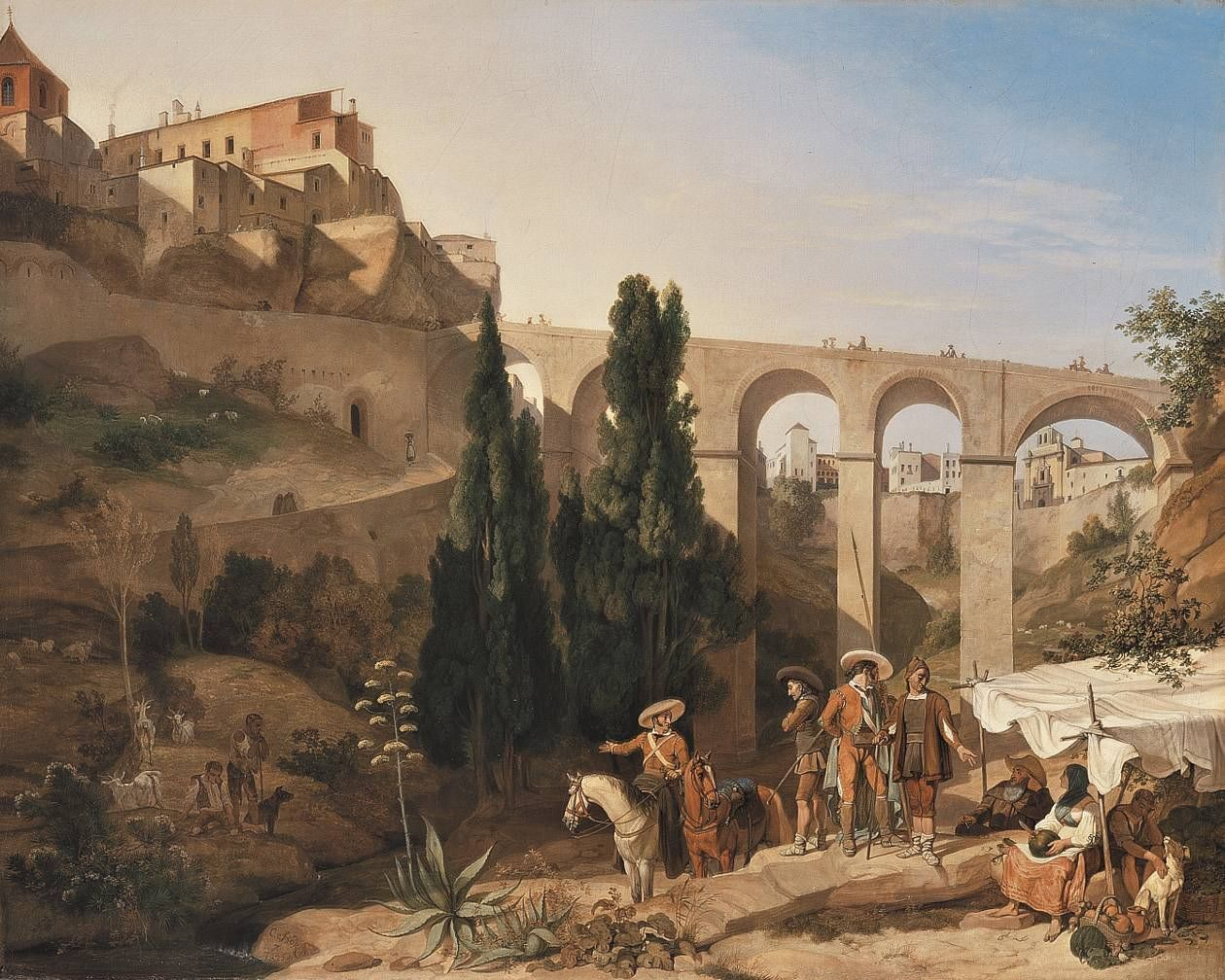
La historia de Cuenca ha estado determinada, desde antes de la existencia de la propia ciudad, por las hoces que tallaron los ríos Júcar y Huécar, creando una fortaleza natural en una península rocosa, sobre la que paulatinamente fue creciendo la ciudad.

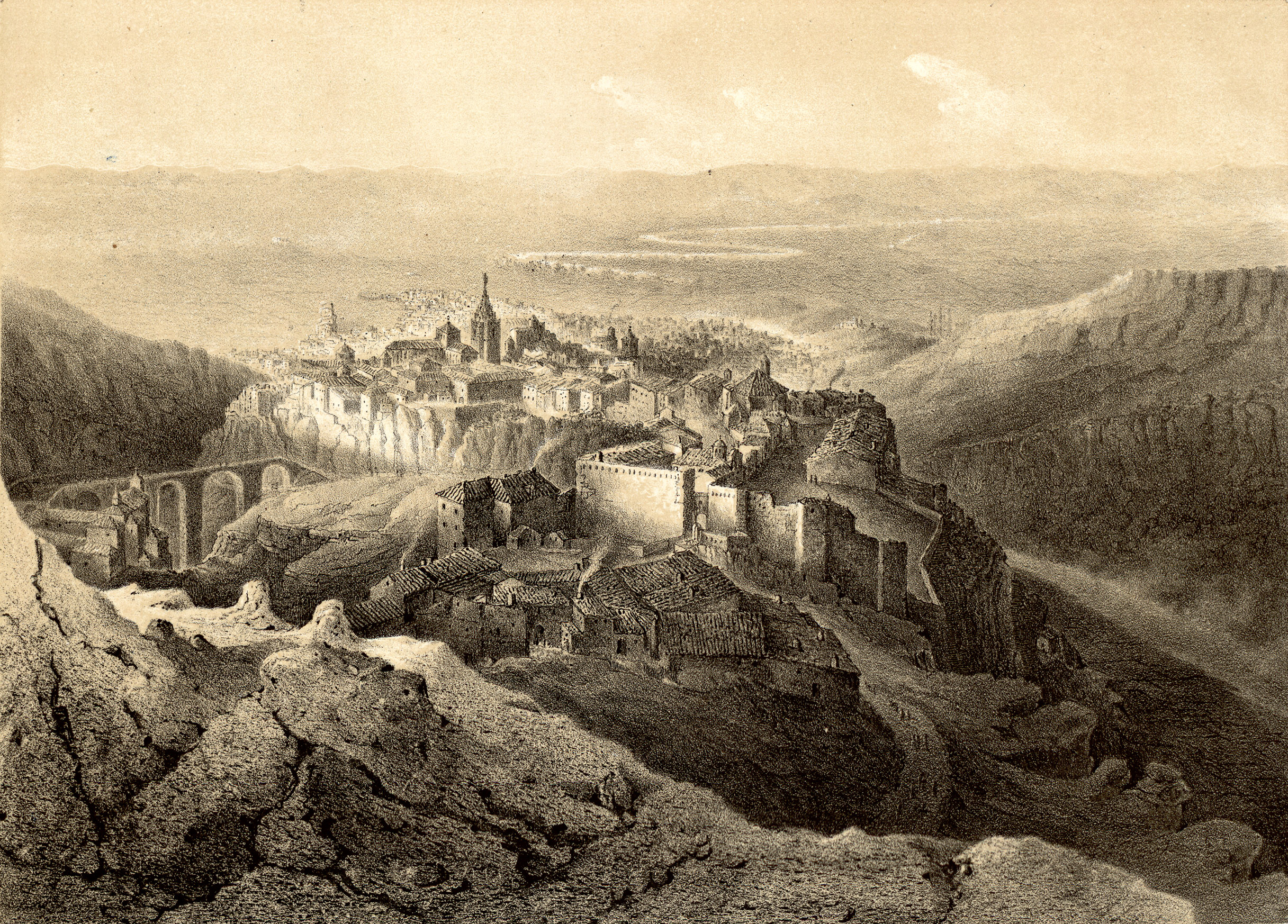
Cuenca en Recuerdos y bellezas de España (1853)

La historia de Cuenca se remonta al Paleolítico Superior, aunque no es hasta la conquista musulmana cuando se construye la fortaleza de Qūnka, que dio origen a la ciudad actual. Ésta se contaba en origen entre las otras tantas de la cora de Santaver (Ercávica), pero fue ganando importancia paulatinamente. El rey cristiano Alfonso VIII la conquistó en 1177 y le otorgó el Fuero de Cuenca, uno de los más prestigiosos de la historia de Castilla. Su economía se centró en la industria textil, de gran renombre durante los siglos XV y XVI, lo que produjo una gran actividad constructiva. Sin embargo, la pañería se hundió en el siglo XVII, conllevando una drástica pérdida de población, que fue recuperándose a lo largo del siglo siguiente. En 1833 se convirtió en la capital de la nueva provincia de Cuenca, aunque las agitaciones del periodo hicieron que la ciudad se mantuviera en estado precario hasta bien entrado el siglo XX. En la actualidad, la economía se centra sobre todo en el turismo, potenciado desde que en 1996 su casco antiguo fuese declarado Patrimonio de la Humanidad.

## Prehistoria
| Arévacos Pelendones Berones Belos | Tittos Lobetanos Lusones |

Pueblos de la Celtiberia:
Arévacos
Pelendones
Berones
Belos
Tittos
Lobetanos
Lusones

Los primeros vestigios humanos de la provincia de Cuenca datan del Paleolítico Superior, en torno al 90 000 a. C. La población en la zona se intensifica llegado el Neolítico, surgiendo numerosos asentamientos, sobre todo en cueva. Se ha especulado que fueran los íberos los fundadores de los primeros asentamientos en el área de la ciudad actual, aunque no existen pruebas fehacientes. Las principales tribus de la zona parece que fueron en un principio los beribraces y arévacos, que ya aparecen en las fuentes de Plinio el Viejo. Con la llegada de las invasiones celtas, alrededor del siglo VI a. C., los olcades tomaron el control de la mayor parte de la actual provincia. También por aquella fecha se asentaron los lobetanos en la Serranía de Cuenca, teniendo su capital en Lobetum, cuyo emplazamiento se desconoce todavía.
Los lobetanos fueron un pueblo de época ibérica, constituido por pastores y agricultores, que podrían haberse fusionado con los turboletas.
Aparecen citados únicamente por Ptolomeo. La mayor parte los autores los sitúan en la sierra de Albarracín. Eran vecinos de los edetanos (ubicados al este), bastetanos (al sur) y celtíberos (al norte). Su capital, Lobetum, se ha identificado con la misma Albarracín, aunque no existen por el momento argumentos arqueológicos válidos para demostrar.su origen, Pedro Bosch opina que podría tratarse de la supervivencia de un grupo de celtas de la cultura de Hallstatt arcaica, y Taracena los entronca con los bebrices o beribraces.

## Antigüedad
Los cartaginenses, herederos de los fenicios, habían incluido los territorios de los olcades en su dominio, pero no los habían sometido. En el siglo III a. C., dentro de sus planes para tomar Sagunto, el general Aníbal decidió distraer la atención romana atacando a las ciudades de los olcades e imponiéndoles altos tributos. El año 218 a. C. los romanos entraron en Hispania e iniciaron la conquista del territorio. En el caso de la serranía conquense, se vio envuelta en varias de las guerras celtíberas. Si bien en la provincia existieron tres importantes ciudades romanas (Segóbriga, Ercávica y Valeria), la zona de la capital estuvo muy poco poblada, habiéndose hallado tan solo vestigios de un pequeño asentamiento cercano al puente del Castellar, a fin de proteger la calzada romana a su paso por el río Júcar.

## Edad Media
El esquema poblacional romano se perpetuó a la llegada de las invasiones bárbaras, aunque ya con un declive de los centros urbanos romanos. Es durante la posterior invasión musulmana cuando aparece constancia de poblamiento en el emplazamiento actual de Cuenca. 

### Periodo musulmán

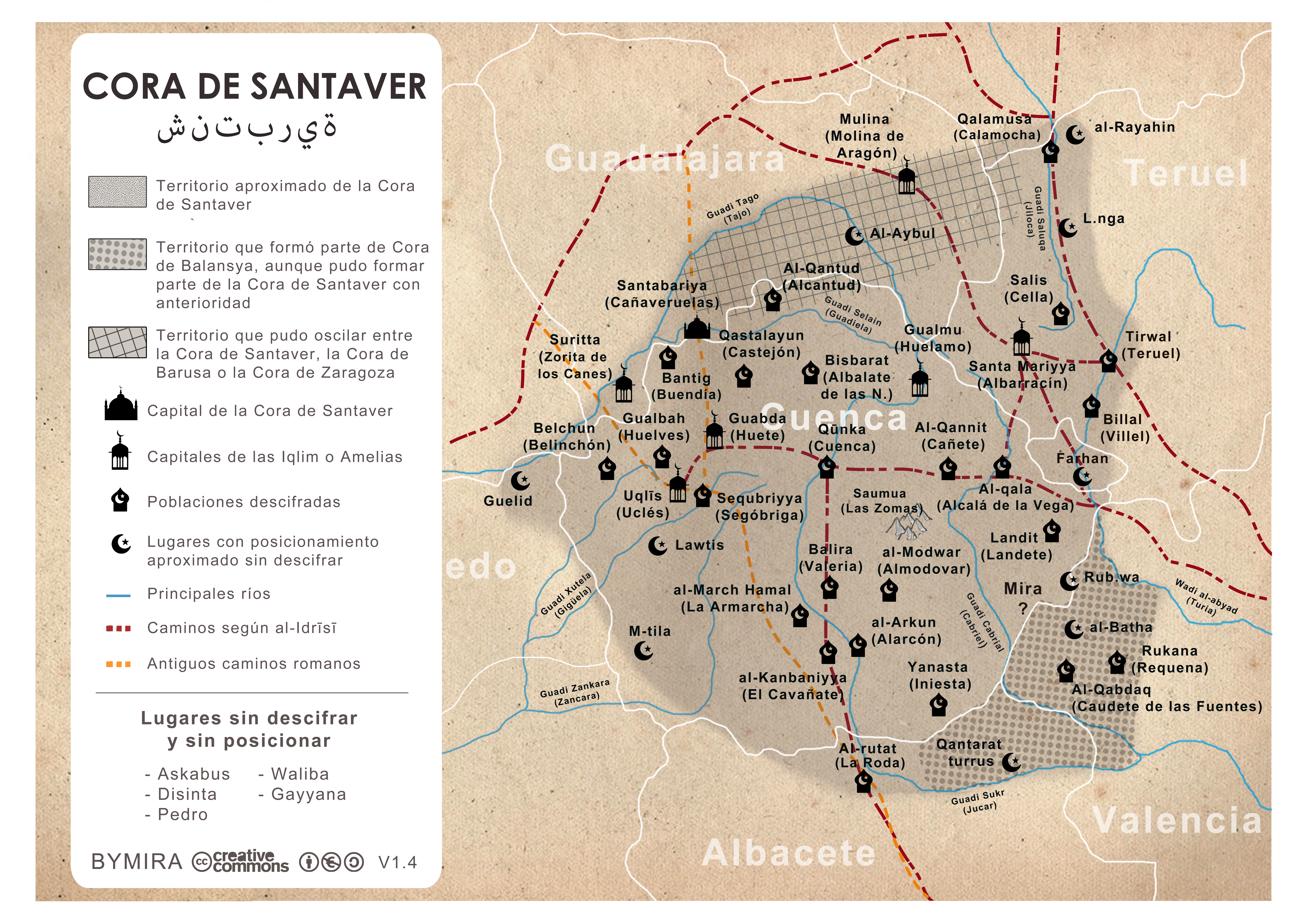
Mapa aproximado de la Cora de Santaver.

Aunque no está clara su fundación, ya existía en el año 784 la ciudad de قونكة (Qūnkatu). Su florecimiento se debe a la construcción, por parte de los Banu Di-l-Nun, de una base aprovechando las condiciones geográficas defensivas de las hoces. Esta base estaba integrada dentro de la kura de Santabariya o Shantabariya, castellanizada como Santavería o Santaver. Este topónimo es una arabización de Celtiberia, y su capital se situaba en شنتبرية (Ŝantabarīa), la antigua ciudad romana de Ercávica.

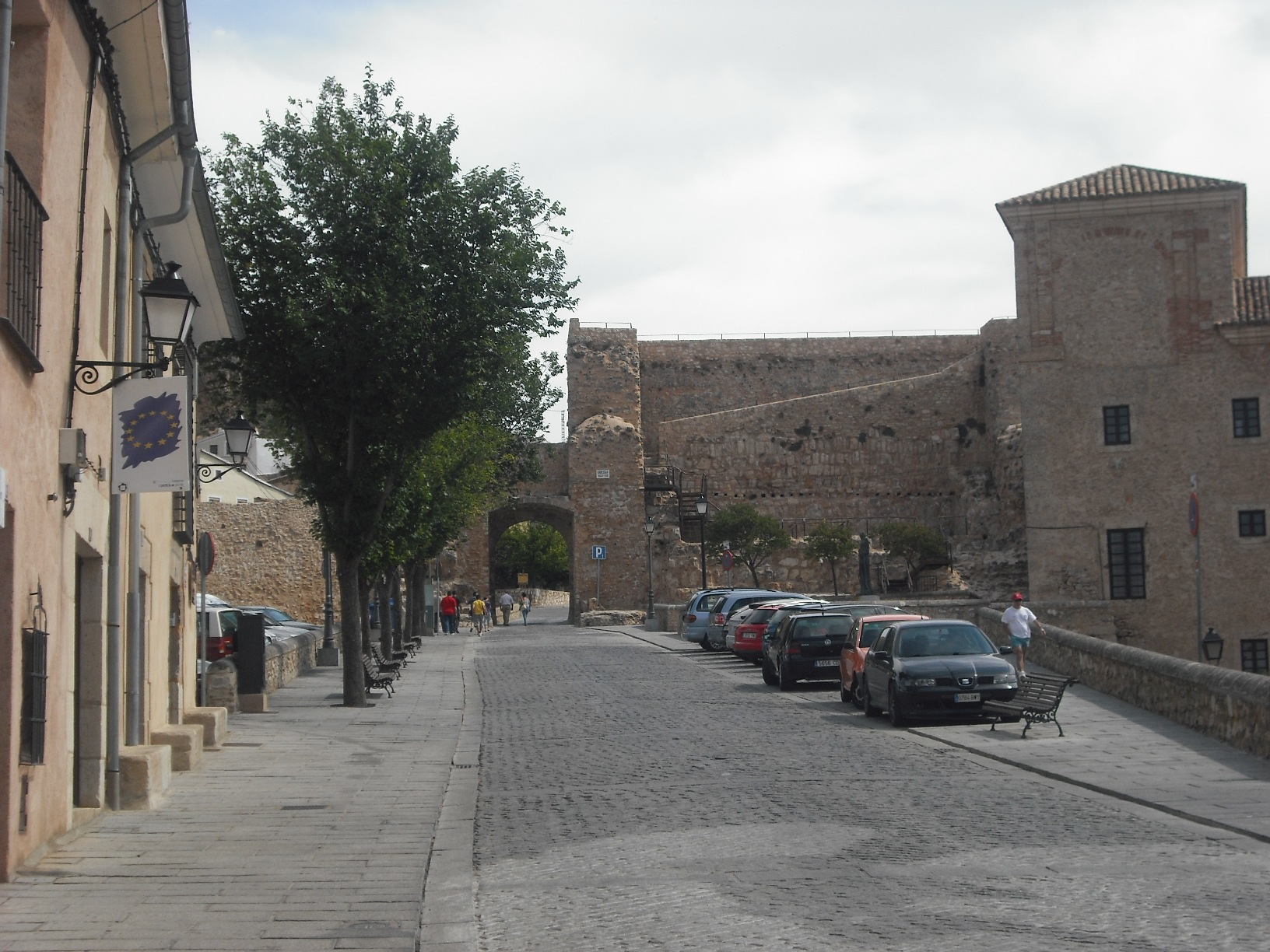
Restos del castillo de Cuenca, emplazamiento en el que se halla el germen de la actual ciudad.

Se construyó una plaza dependiente del califato de Córdoba al más puro estilo andalusí con una alcazaba en la zona más elevada, una medina con su mezquita aljama en el lugar que hoy ocupa la catedral y un alcázar, todos ellos separados por fosos labrados en la roca viva y fortificados con murallas. Asimismo, se practicó, en la desembocadura del río Huécar un gran estanque a fin de mejorar el sistema defensivo.
El primer gobernador militar que consta fue Sulayman ben Utman, muerto en 768 por el maestro de escuela Sakya ibn Abd al-Wahid, que se declaró en rebeldía enfrentándose a las tropas omeyas de Abderramán I. Hilal al-Madyuni fue nombrado gobernador en 772, enfrentándose a los bereberes de Valencia, hecho por el que fue depuesto y enviado a Córdoba como rehén en 781.[cita requerida]
El emir Muhammad I nombró gobernador a Sulayman ben Tawril, que murió en 887. Su hijo Musa se hizo con el gobierno y con 20 000 hombres conquistó Toledo y se mantuvo independiente hasta su muerte en 908. Su nieto Yahyá fue gobernador y señor de Uclés hasta 933, sucediéndole su hijo Fath hasta 936, cuando fue desposeído del dominio de Uclés y en compensación designado gobernador de la plaza de Madrid. Abd al-Rahmán al-Midrás gozaba de la confianza de Almanzor, por lo que el califa le otorgó el título honorífico de “Nasir al-Dawla”. El año 1031 el califato de Córdoba desapareció definitivamente, creándose entonces los primeros reinos de taifas.

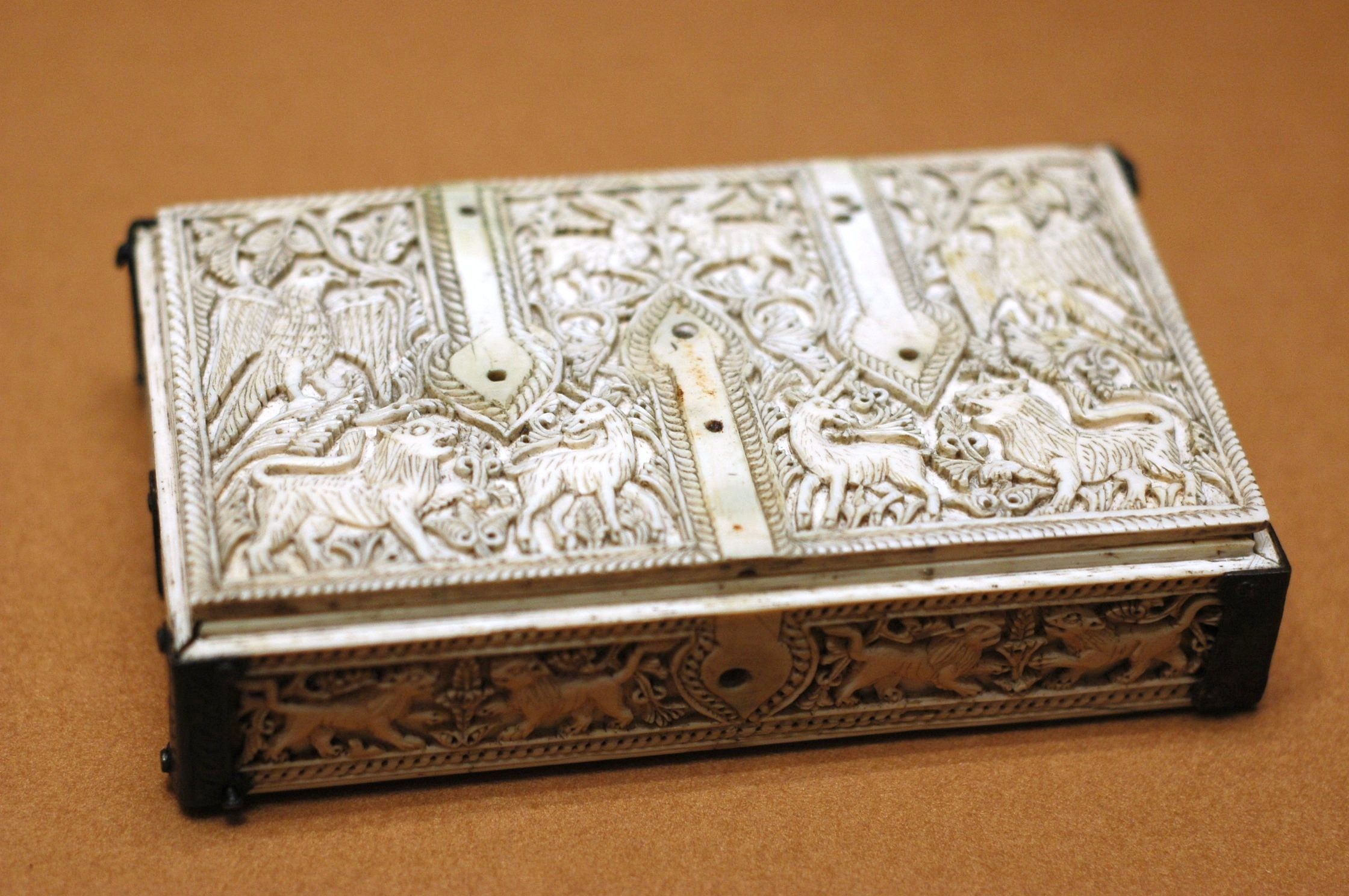
Caja de marfil, realizada en el taller de Cuenca hacia 1050.

Al-Mamún de Toledo formó el más extenso de los reinos de taifas anexionando los reinos de Valencia y Córdoba. Le sucedió su hijo Ismaíl en calidad de príncipe conquense desde 1049.[cita requerida] En 1076 el aragonés Sancho Ramírez puso cerco a la plaza de Cuenca sin poder conquistarla. En 1080 Yahyá Al-Qádir perdió Toledo y el valí Saíd ben al-Farach le refugió en Cuenca, donde el Pacto de Cuenca por el que Alfonso VI recibió Zorita y otros castillos a cambio de ayuda militar. También se acuñaron monedas. En 1088 el jefe militar conquense ben Zennun pactó con el rey de Zaragoza, Al-Musta'in II entregarle la fortaleza de Segorbe a cambio de ayuda militar contra el cerco impuesto en Valencia a Al-Qádir. [cita requerida]
Como consecuencia de la derrota de Alfonso VI en Sagrajas el rey sevillano Al-Mu'tamid aprovechó para adueñarse de Cuenca pero en 1091 los almorávides atacaron Sevilla y el rey Al-Mutamid envió a su nuera, la princesa Zaida, pidiendo ayuda al leonés Alfonso y ofreciéndole a cambio, para su guarda y custodia, la ciudad de Cuenca entre otras plazas.[cita requerida] En 1093 entró un destacamento de tropas cristianas. En las inmediaciones de Cuenca Álvar Fáñez fue derrotado en el verano de 1098 por el general almorávide Ben Aisa. En 1108 Cuenca pasó al control de los almorávides tras la batalla de Ucles. En 1144 el caíd Abu Muhammad Abd Allah ben Fetah al Tagri (El Fronterizo) se rebeló y, al año siguiente, el 17 de mayo, tomó Murcia y se declaró independiente.[cita requerida]
En 1147 Muhammad ben Abd Allah ibn Said ben Mardanís, el llamado Rey Lobo o Ben Lope, se proclamó rey de Cuenca, Murcia, Valencia y toda la parte oriental de la península. Independiente, se enfrentó a los almohades hasta el 8 de marzo de 1172 en que murió, no sin antes aconsejar a su hijo Hilal que, dado el avance militar imparable de estos integristas, firmase un pacto con ellos. Un Alfonso VIII de diecisiete años cercó la ciudad pero tras cinco meses de asedio el califa Abu Yaqub Yusuf viene en auxilio de los conquenses obligando al castellano a huir. El califa Yucub, el filósofo Averroes, el historiador Sahib al-Sala (que hizo una detallada descripción de Cuenca) y otros notables almohades entraron en la ciudad para a la población.[cita requerida]

### Conquista cristiana

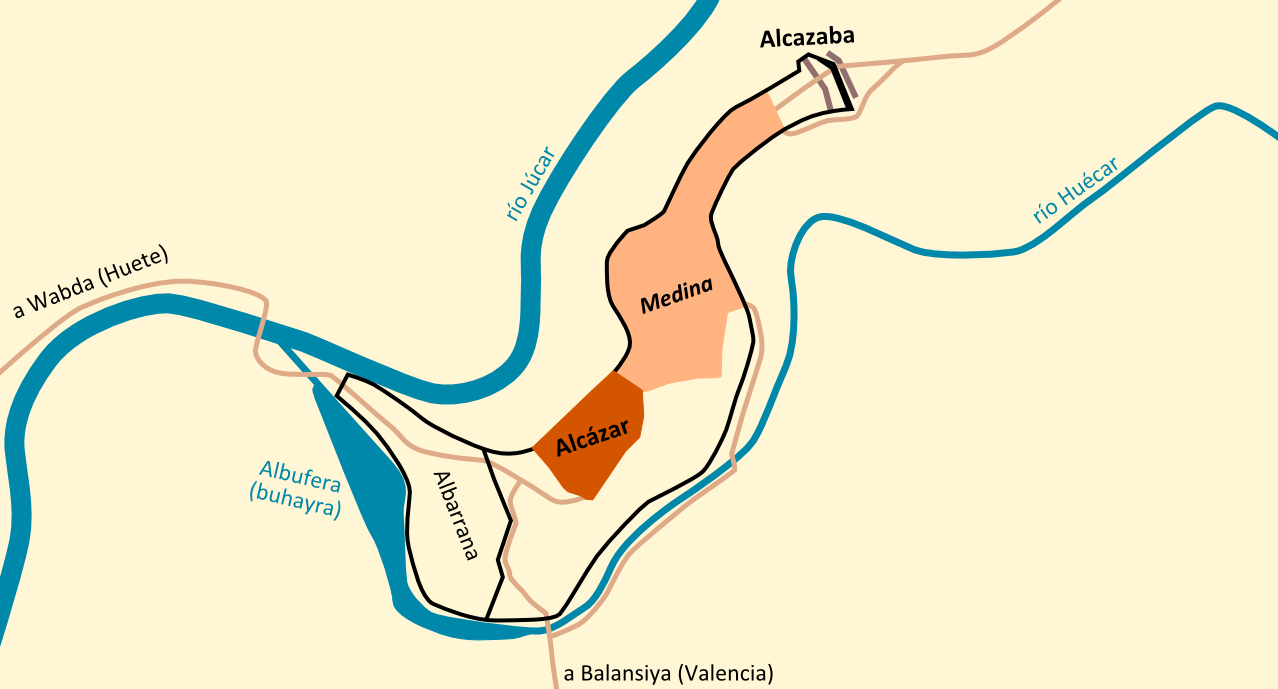
Planta aproximada de Cuenca en el, antes de la conquista cristiana.

Abu Yacub Yusuf y Alfonso VIII firmaron una tregua de siete años pero en el verano de 1176 los conquenses, junto con los de Alarcón y Moya cometieron algaradas las tierras cristianas de Huete y Uclés rompiendo el pacto. Alfonso VIII convocó a las gentes de Almoguera, Ávila, Atienza, Segovia, Molina, Zamora, La Transierra junto al señor de Albarracín Pedro Ruiz de Azagra, el conde Nuño Pérez de Lara, Pedro Gutiérrez, Álvar Fáñez, Tello Pérez, Nuño Sánchez, el rey de León Fernando y el de Aragón Alfonso El Casto y las Órdenes Militares de Santiago, Calatrava y Montegaudio y puso cerco a la ciudad en el día de la Epifanía del Señor de 1177. El alcaide Abu Beka pidió auxilio al califa Yacub Yúsuf pero éste se encontraba en África atendiendo otros asuntos y denegó la ayuda.[cita requerida]
El 27 de julio los conquenses hicieron una salida atacando el campamento cristiano con el objeto de dar un golpe de gracia contra el rey pero solamente lograron matar al conde Nuño Pérez de Lara. El hambre, las enfermedades y los muertos por los continuos ataques de manganas y trabucos, obligan que a mediados de septiembre se rindieran y entregaran la ciudad. Según la tradición, es el 21 de septiembre cuando Alfonso VIII y su séquito entraron triunfantes en Cuenca, que pasó desde entonces a formar parte del reino de Castilla. La población se distribuyó dentro de la ciudad de acuerdo con su religión: los musulmanes quedaron relegados a la zona del alcázar (actual plaza de Mangana), mientras que la judería se estableció en torno a la actual calle de Zapaterías y el resto de la ciudad se dividió en parroquias católicas.
Una vez acabada la conquista, se constituyó en ella un concejo y una sede episcopal y se llevó a cabo una campaña de repoblación. Como resultado, la población de la ciudad aumentó y apareció un buen número de aldeas, todo ello favorecido por el Fuero de Cuenca, que fue el prototipo de muchos de los subsiguientes fueros de Castilla, León, Aragón y Portugal. Este fuero colocaba en una categoría especial a aquellos que poseyeran un caballo de guerra, hecho que propició la creación de Cabildo de Caballeros y Escuderos de Cuenca, que paulatinamente se convirtió en el grupo más poderoso de la ciudad, ocupando los principales puestos de poder. Alfonso X el Sabio le concedió título de ciudad en 1257.

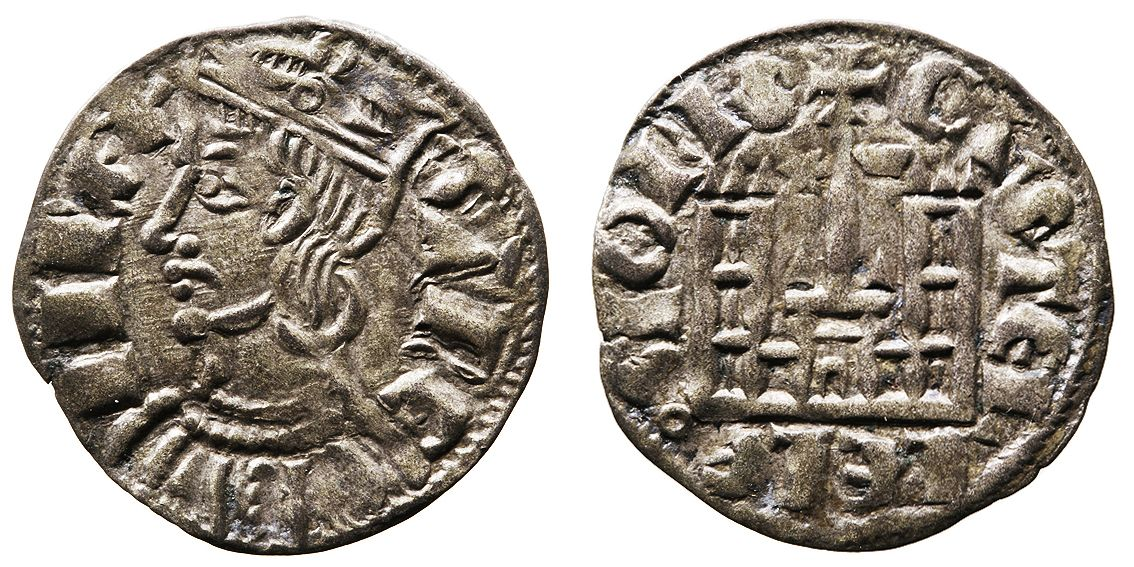
Cornado emitido en la ceca de Cuenca en el reinado de Sancho IV (1284-1295).

Durante los siglos XIV y XV se empezó a configurar la parte baja de la ciudad, apareciendo los barrios de San Antón y de Tiradores. Aun así, el centro neurálgico de la ciudad sigue estando en la parte alta, entre la plaza Mayor y la plaza del Carmen, donde se reunía el Concejo. Con la desaparición de la orden del Temple en 1313, sus bienes del Humilladero pasaron a los franciscanos y la iglesia de San Pantaleón a los sanjuanistas.
En el marco de las disputas entre el rey Alfonso XI y el señor de Villena Don Juan Manuel, el primero pidió la mano de Constanza, hija del segundo y, a fin de asegurar sus buenas intenciones, comunicó al Concejo de Cuenca el 8 de diciembre de 1325 que obedecieran como a su señor a Don Juan Manuel de no consumarse el matrimonio en el plazo de tres años. Sin embargo, el rey acabó repudiando a Constanza y reteniéndola en el castillo de Toro, por lo que Don Juan Manuel, aliado con los reyes de Aragón y Granada hizo la guerra al rey desde la plaza de Cuenca. Finalmente, éste se vio obligado a liberar a Constanza (que se casó con Pedro I de Portugal) y otorgar plena amnistía al señor de Villena, a fin de acabar las disputas y recuperar Cuenca. Ya a finales del siglo XIV, Cuenca fue una de las primeras ciudades en apoyar la causa de los Trastámara, tomando parte activa en la proclamación del rey Enrique II.
Se calcula que la población de la ciudad a mediados del siglo XV era de unos 6000 habitantes, lo que convertía a Cuenca en una de las principales ciudades de la Corona. En 1428 el Concejo certificó que ya no habitaba ningún judío en la ciudad, con lo que la sinagoga se transformó en la iglesia de Santa María la Nueva. Un año después, en 1429, los reyes Alfonso V de Aragón y Juan I de Navarra asediaron conjuntamente la ciudad, en un intento, infructuoso, de incorporarla a la Corona de Aragón. Años más tarde, el 5 de febrero de 1449 los aragoneses volvían a poner cerco a la ciudad, tomando la iglesia de Santiago y la torre de San Antón, que protegía este puente. Tomaron además el castillo, desde donde consiguieron prender fuego a la iglesia de San Pedro. Aun así, tuvieron que levantar el cerco a la llegada de las tropas Lope, Fernando y Juan de Alarcón.
A partir de 1466 se decidió que las mercancías que tenían que ser llevadas en carretas se vendieran en el campo de San Francisco, en la parte baja de la ciudad, para evitar que tuvieran que subir cargadas hasta la plaza mayor, donde se celebraba el mercado semanal. En 1481 se levantó en la plaza Mayor un nuevo edificio para el Concejo, ya que el antiguo de la plaza del Carmen había resultado destruido. Es también en este siglo cuando la ceca se trasladó del alcázar a un edificio situado enfrente de la iglesia de San Andrés. Ya entonces el todavía arrabal de Carretería se iba poblando considerablemente, concentrando el mayor número de mesones de toda la ciudad.

## Edad Moderna

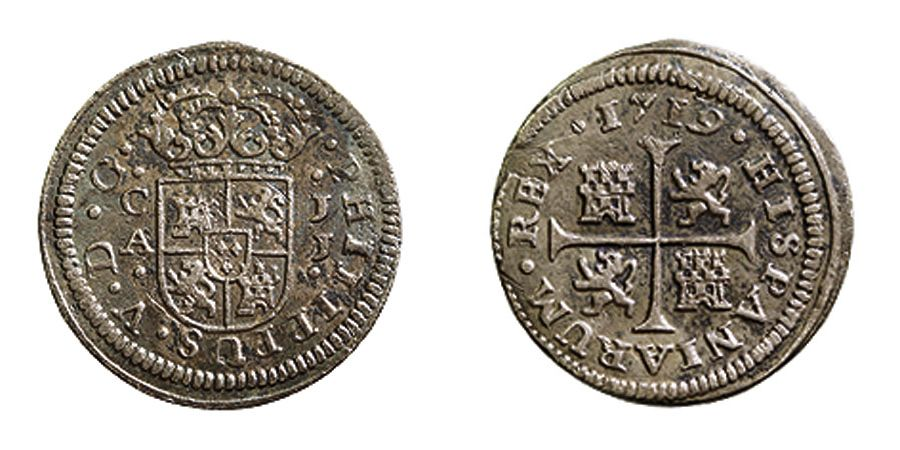
Moneda de plata acuñada en Cuenca en 1719.

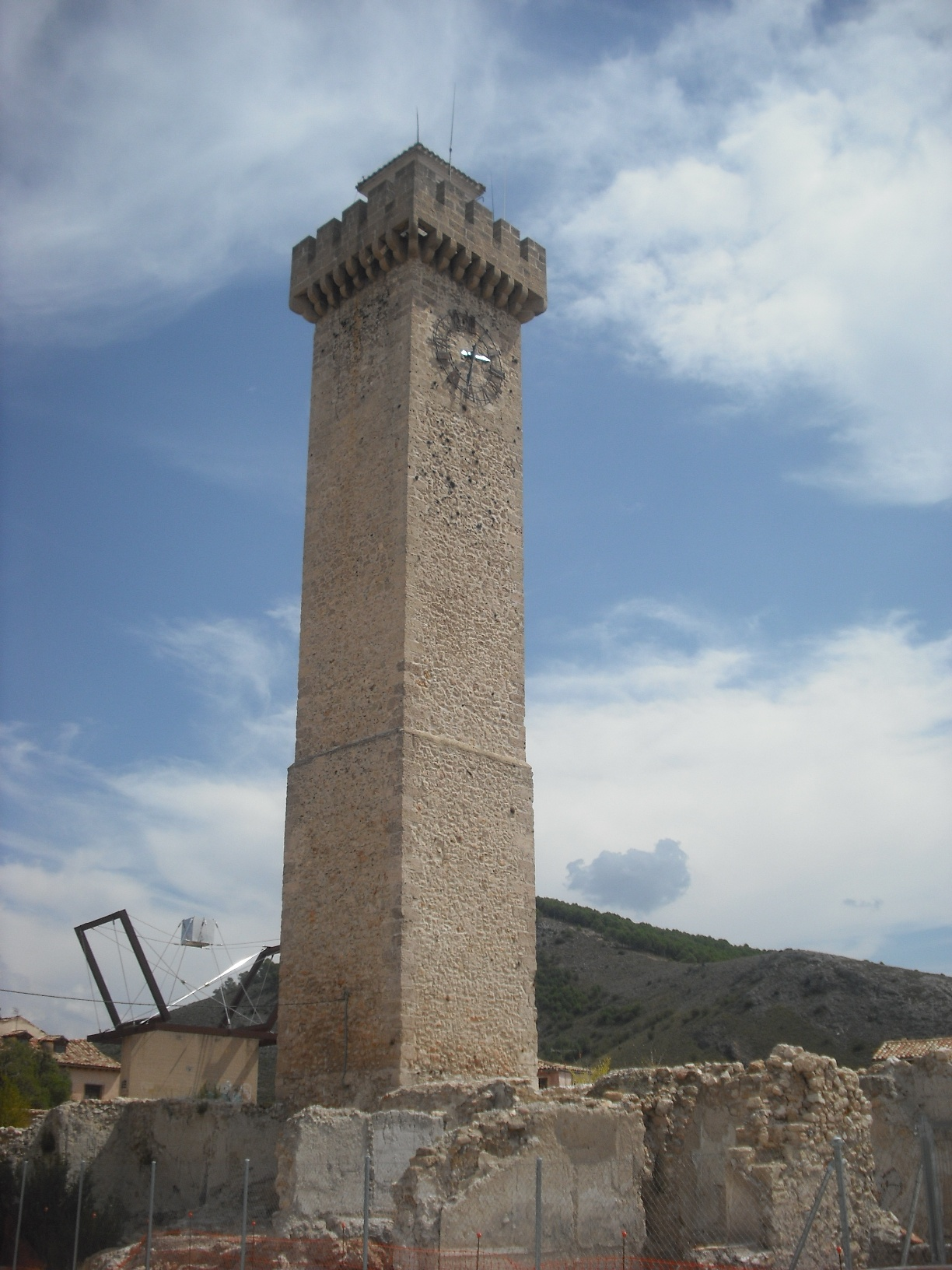
Torre de Mangana, construida en el.

Cuenca se convirtió en un importante nexo económico a causa, sobre todo, de la producción textil y ganadera. El comercio de paños y la producción de alfombras trajo consigo una extensa industria de transformación de lanas con alvaderos, tintorerías y tejedurías. Se calcula que la población de la ciudad de Cuenca en el siglo XVI alcanzaría los 15 000 habitantes, y se ha especulado que el área cercana (Huete, Alarcón, Cañete, Belmonte, etc.) superaría los 250 000 habitantes, cifra superior a la población de la provincia en 2010. La burguesía se va trasladando paulatinamente a la parte baja de la ciudad, mientras que el clero queda intramuros y el pueblo llano se reparte por la ciudad amurallada y los arrabales de San Antón y Tiradores. El entramado urbano de la zona de intramuros debía ser mucho más denso que el actual, por lo que una Real Provisión de 1550 prohibió la construcción de balcones y saledizos que salieran a las calles, y la reparación de los que ya existían, a fin de conseguir que llegara algo de luz a las estrechas calles, continuamente húmedas.
Cuenca se convirtió en cabeza del sistema judicial y se le concedió el voto en Cortes. En 1529 se instaló por primera vez una imprenta, cuyo primer libro fue Principios de la Gramática en Romance, de Luis Pastrana, capellán de la catedral. La bonanza económica se tradujo en una imparable actividad constructiva: se construyeron el Palacio Episcopal, el monasterio de los Jesuitas, los conventos de las Petras, las Angélicas y las Bernardas y los colegios de San José y Santa Catalina o el puente de San Pablo, entre muchas otras nuevas edificaciones. Además, en 1520 se le concedió la celebración de un mercado franco todos los jueves, hecho que impulsó aún más la floreciente economía.

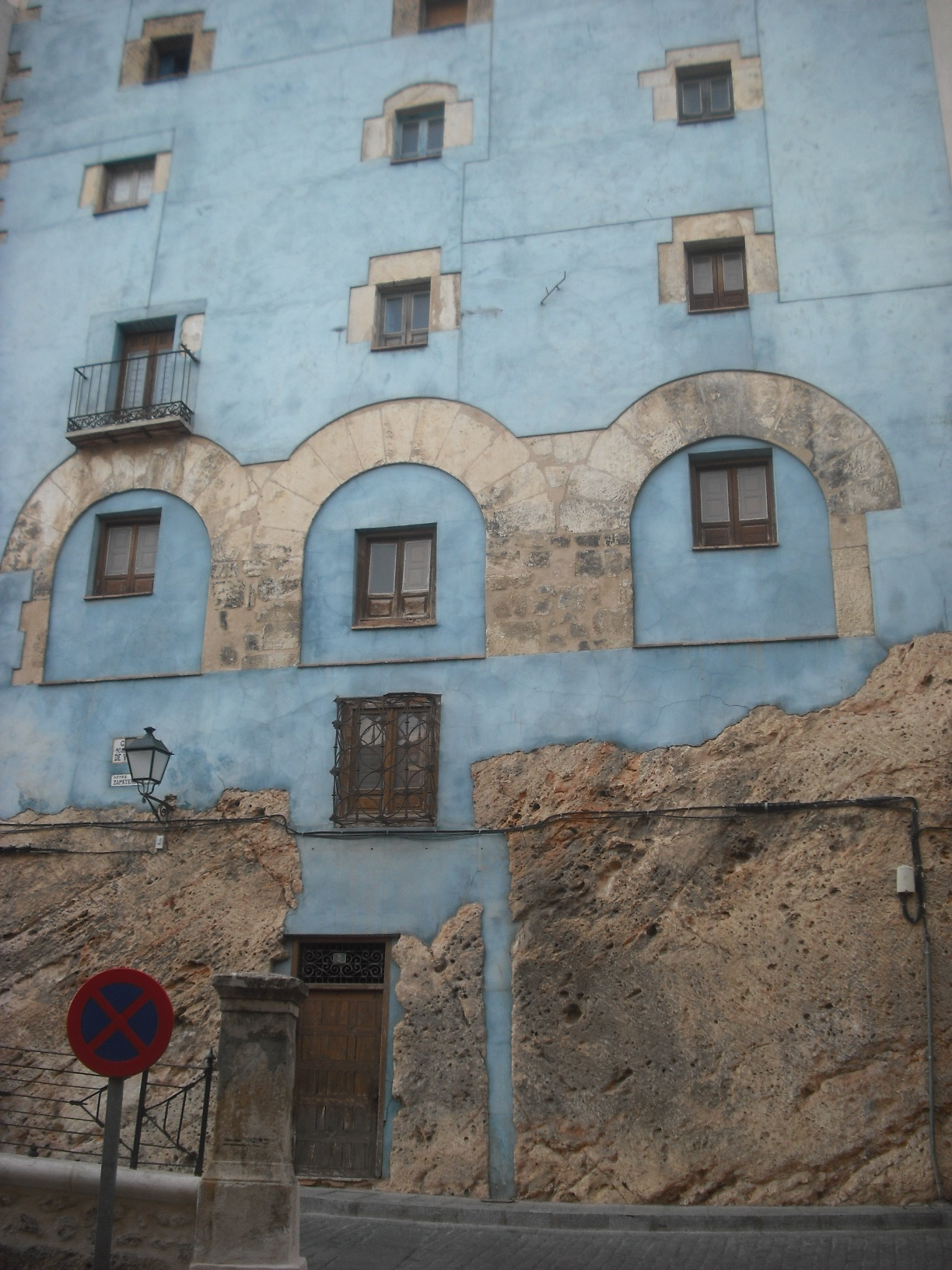
Parte trasera del actual Museo de las Ciencias, donde se observa la roca viva resultante de las obras para rebajar la calle de Alfonso VIII. El nivel original de la calle estaba a la altura de los tres arcos, situados ahora en un segundo piso.

Sin embargo, la epidemia de peste de 1588 fue preludio del declive que se alargaría durante todo el siglo XVII. A la epidemia le siguió una larga sequía y varias plagas de langostas que hicieron descender drásticamente la población hasta tan solo 1500 habitantes en toda la ciudad. De la misma manera, la subida del precio de la lana conllevó la decadencia de la transhumancia y, como consecuencia, el hundimiento de la pañería conquense. La situación causó tal alarma que el Concejo de la Mesta quiso averiguar los motivos y mandó al conquense Miguel Caxa de Leruela hacer un análisis de la crisis. Entre los datos que proporcionó, destaca que, de las 400 000 arrobas de lana que en 1600 entraban al lavadero, en 1631 solo se lavaban 8000. En 1679 se creó la Real y General Junta de Comercio con motivo de rejuvenecer el país fomentando planes de trabajo, como por ejemplo traer artesanos extranjeros. En este marco, en 1686 el neerlandés Hubert Marechal de Hainault instaló diversas fábricas de lanería en Cuenca, lo que animó a otros y produjo que en 1700 el número de telares fuera de 51, de los que 22 pertenecían a Marechal. Toda esta actividad industrial volvió a aumentar el número de habitantes, que llegó a los 7000, la mitad que en 1588.
El siglo XVIII comenzó con otra crisis económica que afectó especialmente a la actividad textil y conllevó el cierre de la Casa de la Moneda y de los molinos de papel y una vez más, un descenso poblacional hasta los 5000 habitantes. El principal cambio en el paisaje urbano es la paulatina desaparición de los elementos defensivos y militares, que van siendo sustituidos por edificios civiles. Durante la Guerra de Sucesión Cuenca se puso del lado de Felipe V, cayendo el 10 de agosto de 1706 a los tropas conjuntas de Inglaterra y Portugal tras una cruenta defensa de la guarnición conquense, que fue hecha prisionera en su totalidad. No obstante, el 10 de octubre la recuperaron las tropas borbónicas y el rey compensó a la ciudad en 1710 añadiendo el título de «Fidelísima» a los de «Muy Noble y Muy Leal» que ya ostentaba. En 1727 añadió además el título de «Heroica», por haberse defendido con un número reducido tropas y sin jefes al mando.
En 1771 comienzan las obras para suavizar la difícil subida de la calle principal deste el puente de la Trinidad hasta la plaza Mayor, trabajo que se prolongó hasta 1777 y en el que se rebajó de tres a cuatro metros la pendiente en algunos puntos del recorrido. Algunas de las rozas todavía son visibles, distinguiéndose la roca viva en muchas fachadas que dan a la actual calle de Alfonso VIII. Como continuación de las obras viarias, en 1792 se derribó la puerta de Huete y su muralla anexa, a fin de lograr mayor holgura en el acceso a la ciudad antigua.
De los 80 telares existentes en 1735, solo quedaban 22 en 1763. El entonces arcediano y posteriormente obispo, Antonio Palafox, decidió relanzar la industria textil con ayuda de un maestro del arte de la seda de Murcia, fundando una nueva fábrica que, en 1786 se convertiría en la Fábrica de los Cinco Gremios de Madrid. Con 1109 empleados, era con diferencia la empresa más importante de la ciudad, desapareciendo con la prohibición de Carlos IV de abrir talleres textiles, a fin de evitar la competencia con la Real Fábrica de Tapices.

## SigloXIX

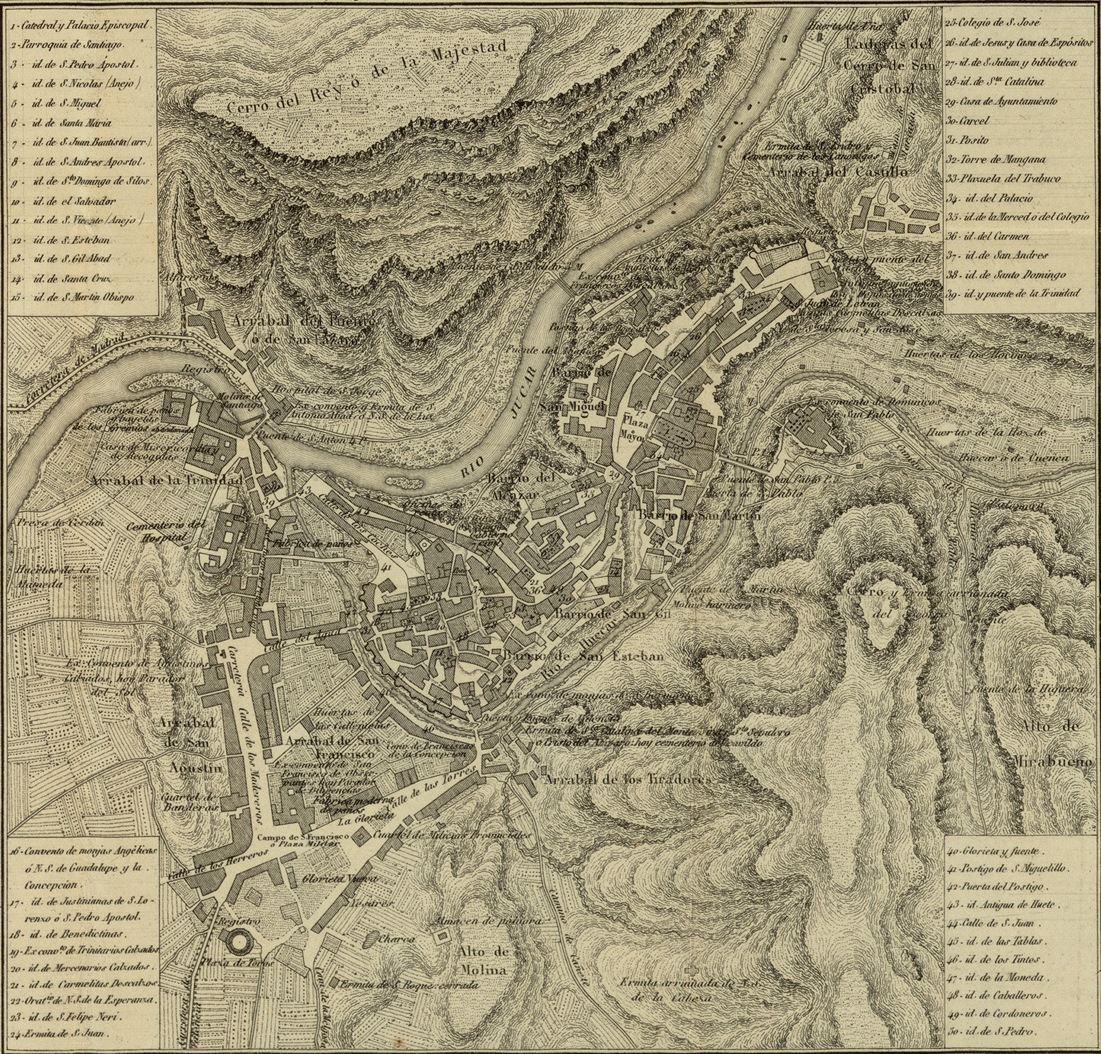
Plano de Cuenca en 1850 que apareció en el Atlas de Francisco Coello.

El declive económico iniciado a finales del siglo XVIII continuó en el XIX, lo que provocó un deterioro en el patrimonio urbanístico y un ligero descenso poblacional. No obstante, también durante este periodo se toma conciencia de las precarias condiciones higiénico-sanitarias y se empiezan a tomar medidas, como la construcción de un mercado, la implantación del servicio de limpiezas y la eliminación de cuadras y gorrineras del casco urbano. A lo largo del siglo XIX se conformó la ciudad actual, convirtiéndose la calle Alfonso VIII en la principal vía que comunicaba con la Plaza Mayor. Sin embargo, las agitaciones del periodo hicieron que la ciudad se mantuviera en estado precario hasta bien entrado el siglo XX.
Si en mayo de 1808 se instalaron en la ciudad 50 soldados del Regimiento de Suizos de Preux, el 11 de junio acampa en la ciudad un ejército de unos 100 000, al mando del mariscal Bon-Adrien Jeannot de Moncey. Eran los inicios de la Guerra de la Independencia, y las tropas se dirigían a Valencia, hacia donde partieron el día 17. El 28 de junio entraron en la ciudad las tropas españolas, al mando de Rafael Santamaría, que decidió ofrecer resistencia a los franceses. No obstante, estos tomaron la ciudad el 2 de julio y la saquearon completamente, quemando templos y tomando en botín cualquier objeto de valor. Los existentes en la catedral, no obstante, quedaron como botín exclusivo del general francés. Tras perder varias batallas las tropas españolas, entre ellas la de Uclés, en julio de 1809 se creó la Junta de Armamento y Defensa, con un regimiento de cazadores y un escuadrón, que sin embargo se retiraba cuando las fuerzas atacantes eran demasiado grandes. Así pues, la ciudad ya había sufrido nueve saqueos y 29 veces los habitantes se habían visto obligados a huir cuando, el 29 de septiembre de 1811 se instalan las fuerzas del general D'Armagnag. Estas tuvieron que retirarse a Tarancón a la llegada del general inglés Mahy con el conde de Montijo, pero volvieron a tomar la ciudad a principios de 1812, abandonándola definitivamente en agosto de ese año. Fueron sustituidos por el duque de Mahón y finalmente por el ejército de José Bonaparte y el mariscal Soult, que salieron de la ciudad a finales de 1812. La ciudad quedó al final de la contienda casi arruinada y diezmada la población por la falta de alimentos, las continuas huidas y las epidemias.
En 1833 se convirtió en la capital de la nueva provincia de Cuenca, al tiempo que comenzaba la primera guerra carlista. Al tiempo que se reparaban las defensas de la ciudad en previsión de un ataque, en 1834 se inauguró el primer alumbrado público. Además, en 1835 comienza la desamortización de Mendizábal, que afectó a todos los conventos de religiosos, permaneciendo solo los de religiosas. En 1840, al finalizar la guerra carlista, no se había saldado ningún ataque sobre Cuenca, aunque sí varias tentativas.
La segunda guerra carlista apenas tuvo ninguna repercusión en la ciudad, pero no fue así con la tercera guerra carlista. Ya el 16 de octubre de 1873 fue atacada la ciudad por el brigadier Santés, que al día siguiente partió hacia Cañete llevándose todo lo de valor que había podido reunir. La ciudad, tras este ataque sorpresa, reparó las defensas y aumentó la guarnición, preparándose para un ataque que llegó el 13 de julio de 1874. Ese día las tropas carlistas comenzaron el fuego sobre la ciudad, avanzando posiciones lenta pero constantemente. Al amanecer del 14 de julio consiguieron penetrar en la parte baja de la ciudad y, a la mañana siguiente, el brigadier José de la Iglesia, asediado en el castillo, hubo de rendirse incondicionalmente a los carlistas. Los carlistas, en el proceso de la batalla, ya habían incendiado casi totalmente la ciudad nueva. Aun así, y animados por la aplastante victoria, fusilaron a numerosos prisioneros, a otros los dejaron morir de hambre o enfermedad y a muchos otros los humillaron públicamente. Además, saquearon totalmente la ciudad, incluyendo templos, e impusieron a la ciudad una contribución de un millón de reales. La batalla se saldó en total con 300 muertos, 40 de ellos civiles, y 700 heridos. En 1876, recién terminada la guerra, se propuso la construcción en la plaza Mayor de un mausoleo para las víctimas, en el que se colocaron las cenizas de 20 de los civiles caídos, ya que los restos de los otros no pudieron hallarse. Dicho mausoleo se destruyó en 1944 a propuesta de la Falange Española, trasladándose los restos mortales al cementerio.

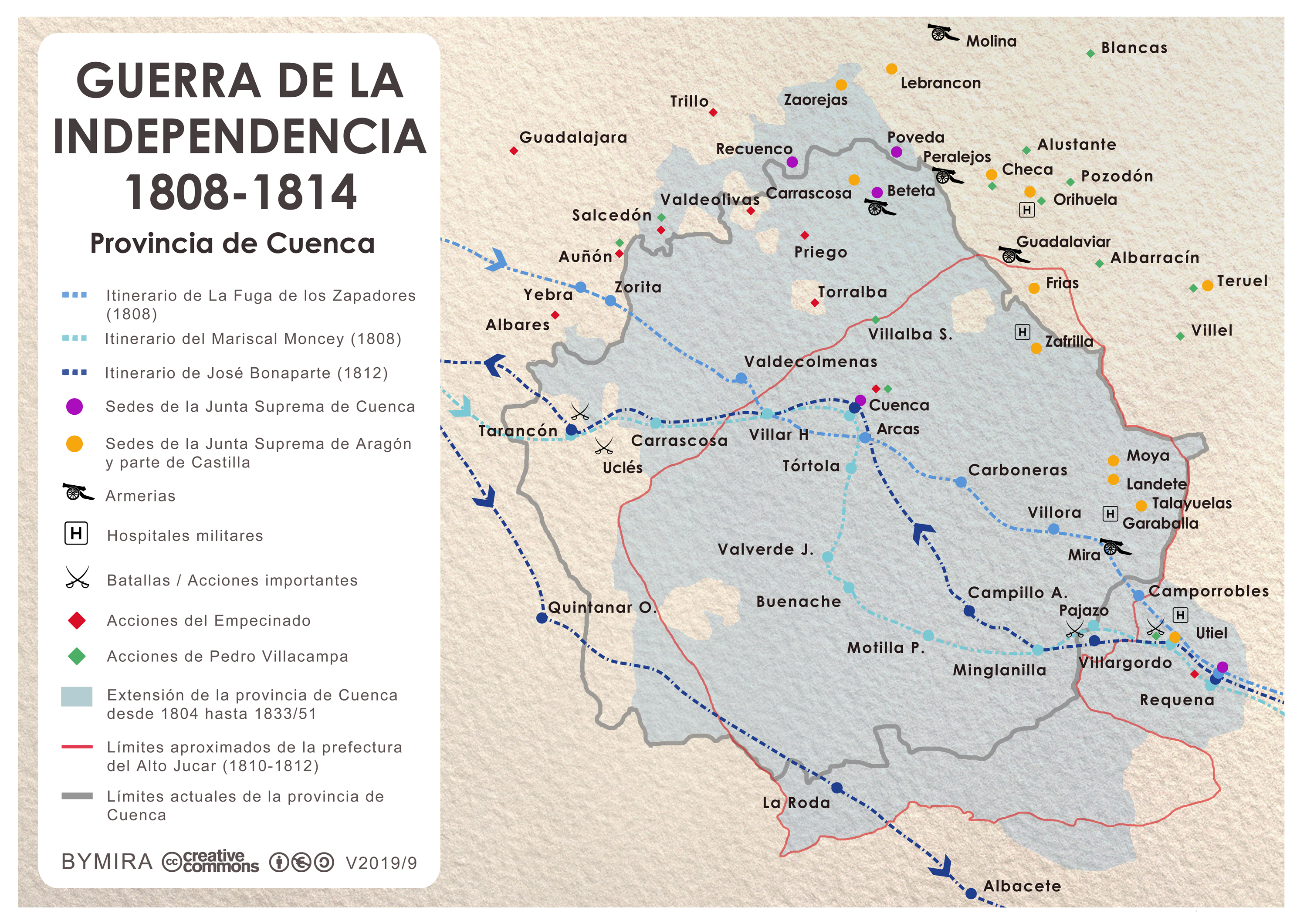
Guerra de la Independencia
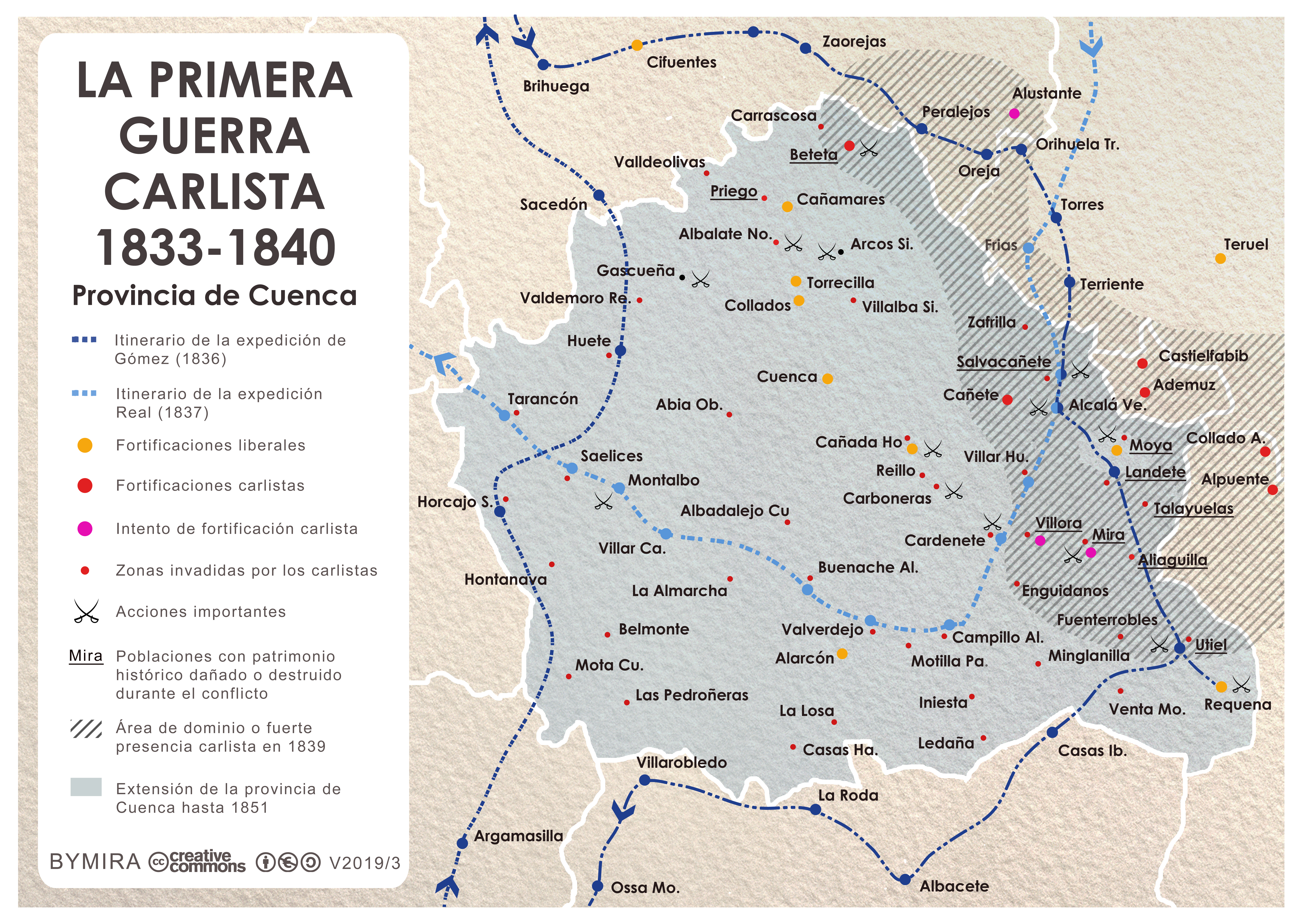
Primera Guerra Carlista
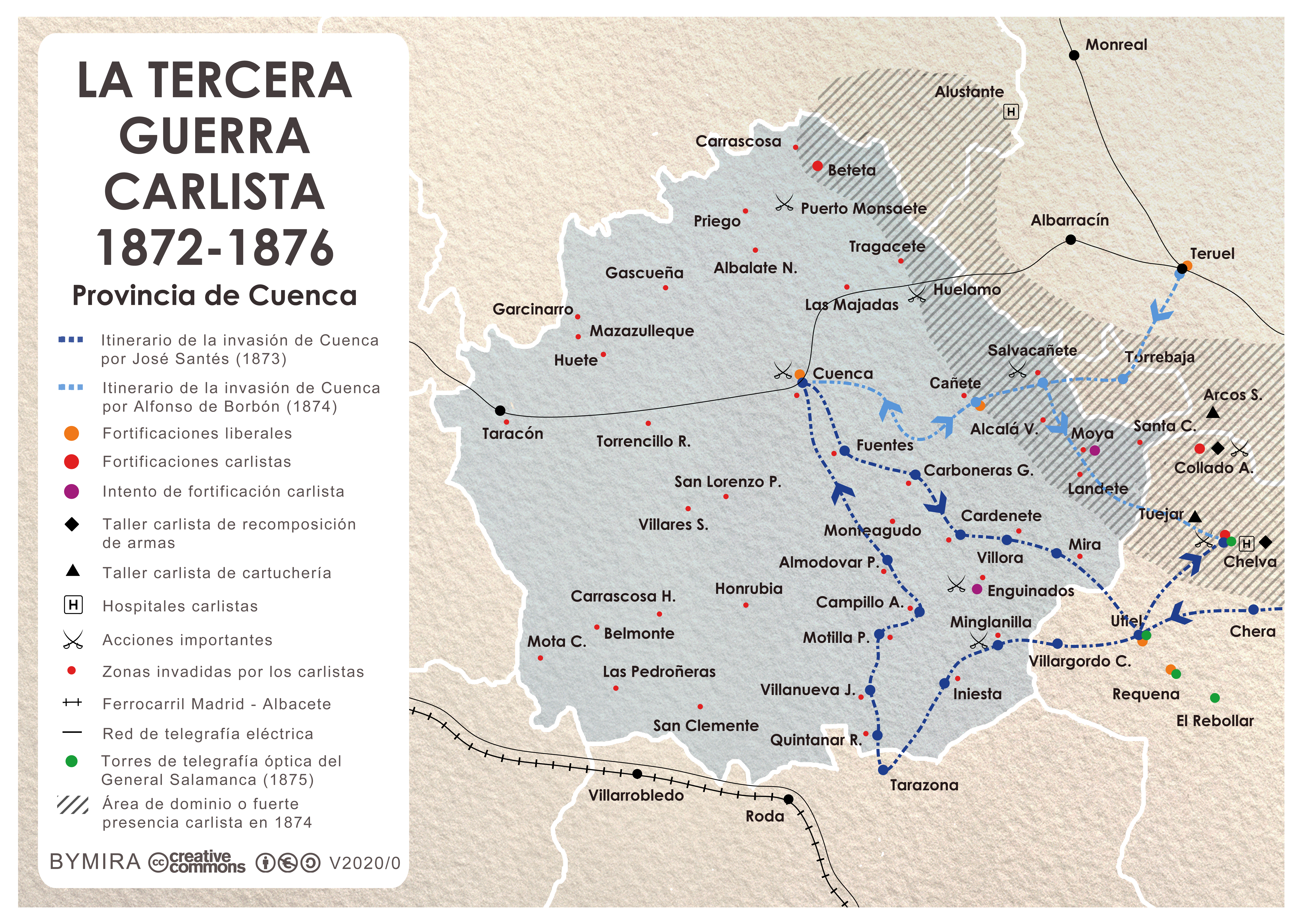
Tercera Guerra Carlista

En 1883 llegó el ferrocarril desde Aranjuez, lo que unido a la instalación de unas pocas serrerías ayudó a la recuperación económica, superando los 10 000 habitantes en 1900.

## SiglosXXyXXI

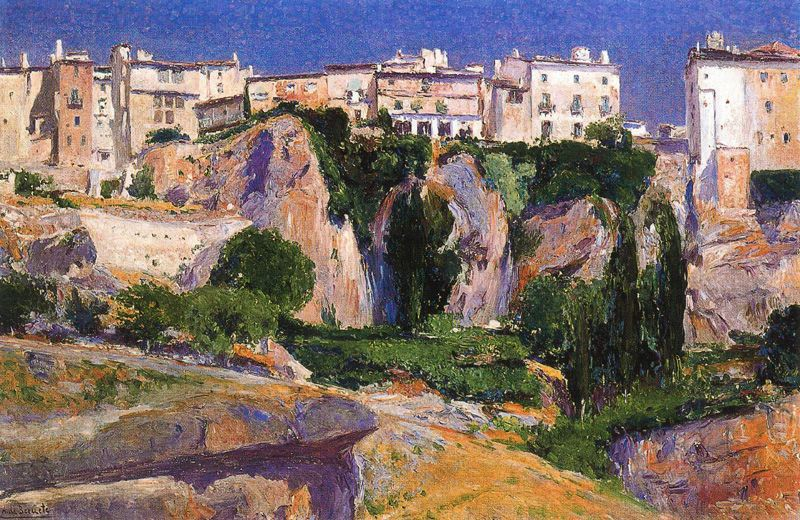
Vista de Cuenca en una pintura de Aureliano de Beruete

Si ya a finales del siglo XIX la parte alta de la ciudad deja de ser el centro económico y social, desplazándose éste a la calle Carretería (en la ciudad nueva), este cambio se ve intensificado a medida que avanza el siglo XX. Se construye el parque de San Julián sobre las antiguas huertas del Huécar y aumentan en tamaño tanto este barrio como los de San Antón y de Tiradores. En 1902 se derrumbó el campanario de la catedral, conocido como Torre del Giraldo, lo que provocó 6 muertos y numerosos daños materiales, tanto en el propio templo como en las casas aledañas. Tras el suceso, la catedral fue declarada Monumento Nacional y se procedió a demoler lo que quedaba de la fachada barroca a fin de sustituirla por una nueva neogótica, obra del arquitecto Vicente Lamperez, cuya primera piedra se colocó en 1910.

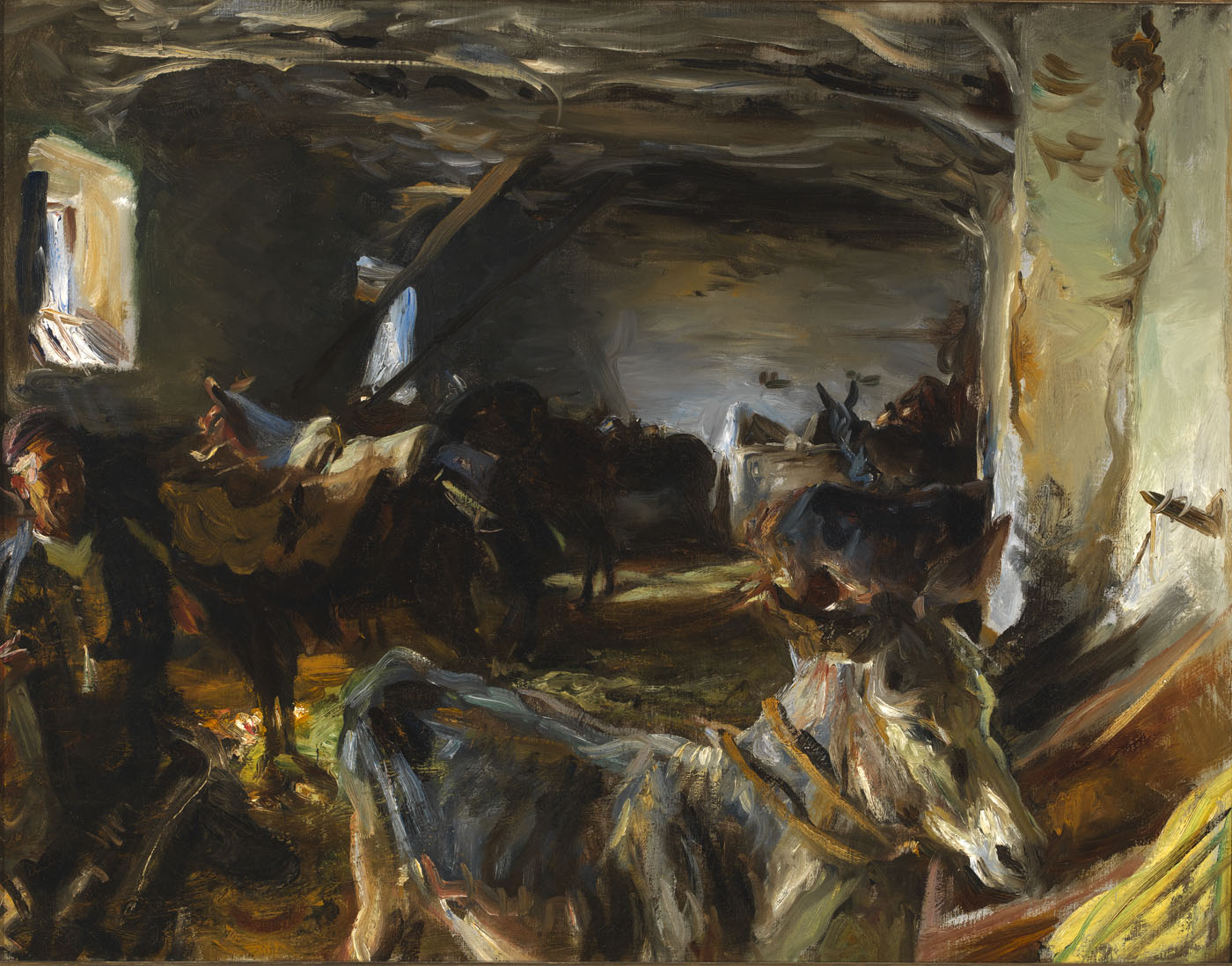
Establo en Cuenca. Pintura de John Singer Sargent.

El dinamismo econónico que se vivió a principios de siglo promovió la aparición de algunas industrias modernas y, por tanto, de los movimientos obreros y socialistas en la ciudad. Al proclamarse la Segunda República en 1931, la Torre de Mangana repicó sus campanas para hacer saber el cambio de régimen, que se produjo de forma pacífica tras una pequeña manifestación por la ciudad. El 17 de julio se constituyó el nuevo ayuntamiento. No obstante, ya el 1 de mayo de 1936 fue atacado el convento de San Pablo, lo que provocó la intervención de la Guardia Civil y que algunos religiosos tuvieran que huir de la ciudad, casi como preludo a la Guerra Civil, que estalló el 18 de julio de ese año.

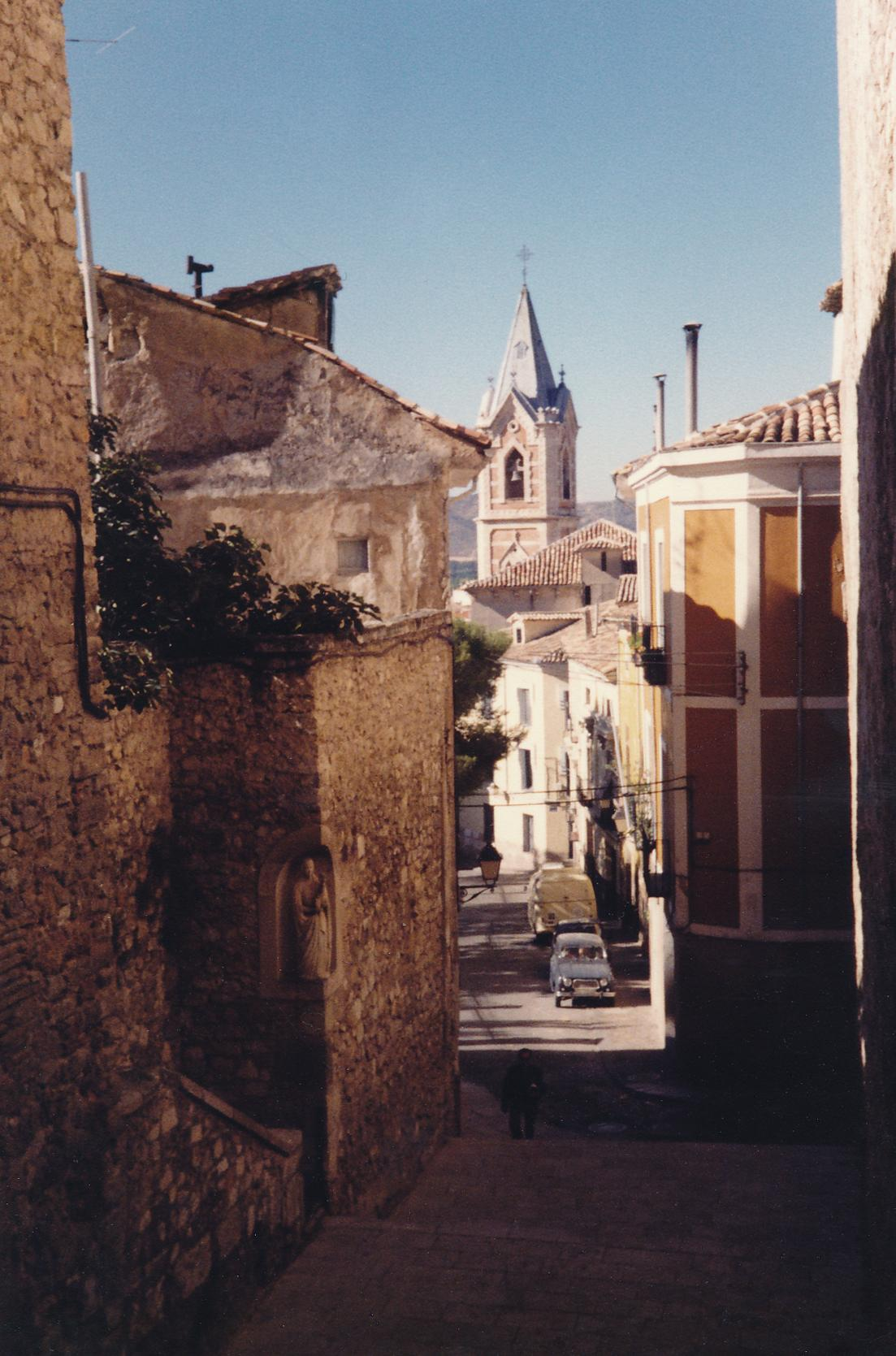
Calle de Cuenca a mediados de la década de 1980. El 7 de diciembre de 1996 la «Histórica ciudad amurallada de Cuenca» fue declarada Patrimonio de la Humanidad por la Unesco.

Durante la contienda Cuenca quedó del lado republicano, aunque los primeros días reinó el caos, rebelándose parte de la Guardia Civil, mientras que las patrullas armadas de la UGT y de la CNT se apoderaron de la parte moderna. La inestable situación propició que el día 28 de julio fuesen saqueados el Palacio Episcopal y la catedral, donde se quemaron los restos de San Julián. No obstante, cuando el día 31 llega desde Madrid una columna de milicianos para poner orden, la ciudad ya estaba controlada y en calma. Pese a los rigores de la guerra y los esporádicos ataques, Cuenca vivió bastante al margen de la guerra los años subsiguientes. El 29 de marzo de 1939, días antes que finalizar la contienda, las tropas franquistas tomaron la ciudad. No obstante, la pacificación no fue inmediata, existiendo partidas de maquis en la zona hasta entrada la década de 1950.
Los años de la posguerra son también los del el éxodo rural y con él, la construcción de la Cuenca moderna, que se extiende por los antiguos cultivos, consolidándose de manera definitiva la ciudad nueva como centro de la ciudad, y quedando la ciudad antigua como barrio periférico, casi en estado de abandono en algunos puntos. En 1963 el casco antiguo de Cuenca y su entorno se declaran "Paisaje Pintoresco", lo que, unido a la fundación en 1966 del Museo de Arte Abstracto Español en las Casas Colgadas, promueve la recuperación de este entorno y su promoción turística. Tras la restauración de la democracia en 1978 empiezan a configurarse las autonomías, integrándose Cuenca en la de Castilla-La Mancha. Aunque presentó en 1983 su candidatura a capital autonómica, ésta fue rechazada en favor de la de Toledo.
El 7 de diciembre de 1996 la ciudad antigua, sus antiguos arrabales y las hoces de ambos ríos son declarados Patrimonio de la Humanidad por la Unesco. En 2010 presentó su candidatura a ser nombrada Capital Europea de la Cultura en 2016, para lo que se dedicó una importante inversión a mejorar la infraestructura y tejido cultural de la ciudad, aunque finalmente no resultó elegida en el proceso de selección.